# Zemun
Zemun (russisk: Земун) er en russisk spillefilm fra 2022 af Eduard Zjolnin.

## Medvirkende
- Jevgenij Tkatjuk som Jegor
- Ivan Rashetnjak som Pasjka
- Oleg Jagodin som Gleb
- Jekaterina Sjumakova
- Andrej Iljin
- Vjatjeslav Garder som Vlas
- Anatolij Dubanov
- Nikita Kostyukevitj